# Delocheilus prionoides
Delocheilus prionoides är en skalbaggsart som beskrevs av Thomson 1860. Delocheilus prionoides ingår i släktet Delocheilus och familjen långhorningar. Inga underarter finns listade i Catalogue of Life.